# Вязовка (Екатериновский район)
Вязовка — село в Екатериновском районе Саратовской области. Входит в состав Сластухинского муниципального образования.

## История
Вязовка основана в 1866—1868 годах. Первопоселенцами этих мест были беглые крестьяне из села Воронцовка и центральных регионов России, а несколько позже из с. Альшанка. В то время село называлось Вязовый враг — по одноименному воронцовскому поселению, от которого до сих пор существует название оврага Вязовый. Селение разместилось по обеим берегам природного водостока — начала реки Бакурки.
В 1961 году указом Президиума Верховного Совета РСФСР село Вязовый Враг переименовано в Вязовка.

## Население
| 2002 | 2010 |
| ---- | ---- |
| 604  | ↘574 |